# FNNワイドニュース
FNNワイドニュース(エフエヌエヌワイドニュース)は、フジテレビ系列(FNN)で1968年4月6日から同年9月まで放送されていた夕方の報道番組。放送時間は毎週土曜18:30 - 18:55（JST）

## 概要
それまでフジテレビ土曜夕方は、17:50に『サンケイホームニュース』、18:45に『サンケイテレニュース』を月 - 土の帯で放送していたが、1968年春の改編で両ニュースの土曜放送を廃止して新たな報道番組を設置した。番組は全国ニュースパートと、ローカルニュースパートに分けられていた。
しかしわずか半年で終了、全国ニュースは18:30の『FNNニュース』、ローカルニュースは18:45の『FNNローカルニュース』にそれぞれ分割される。